# Malanville (arrondissement)
Ne doit pas être confondu avec Malanville.
Malanville est un arrondissement situé dans la commune du même nom dans le département de l'Alibori au Bénin.

## Histoire
Malanville devient officiellement un arrondissement de la commune de Malanville le 27 mai 2013 après la délibération  et l'adoption par l'assemblée nationale du Bénin en sa séance du 15 février 2013 de la loi n° 2013-05  du 15/02/2013 portant création, organisation,attributions et fonctionnement des unités administratives  locales en République du Bénin,,.

## Administration
Malanville fait partie des cinq arrondissements que compte la commune de Malanville. Dans l'arrondissement, on dénombre 13 quartiers et villages:      Bodjecali, Bodjécali-Château, Galiel, Golobanda, Kotchi, Tassi-Djindé, Tassi-tédji, Tassi-Tédji-Banizounbou, Tassi-Tédji-Boulanga,Tassi-Zénon, Wollo, Wollo-Château et Wouro-Yesso,.

## Population
La majeure partie de la population de la commune de Malanville habite dans l'arrondissement de Malanville. En effet, cet arrondissement est non seulement le plus peuplé de la ville mais aussi le plus grand. Selon le recensement général de la population et de l'habitation (RGPH4) de  l'institut national de la statistique et de l'analyse économique (INSAE) au Bénin en 2013, la population de l'arrondissement de Malanville s'élève à 64639 habitants dont 32178 hommes et 32461 femmes,.

## Galerie de photos

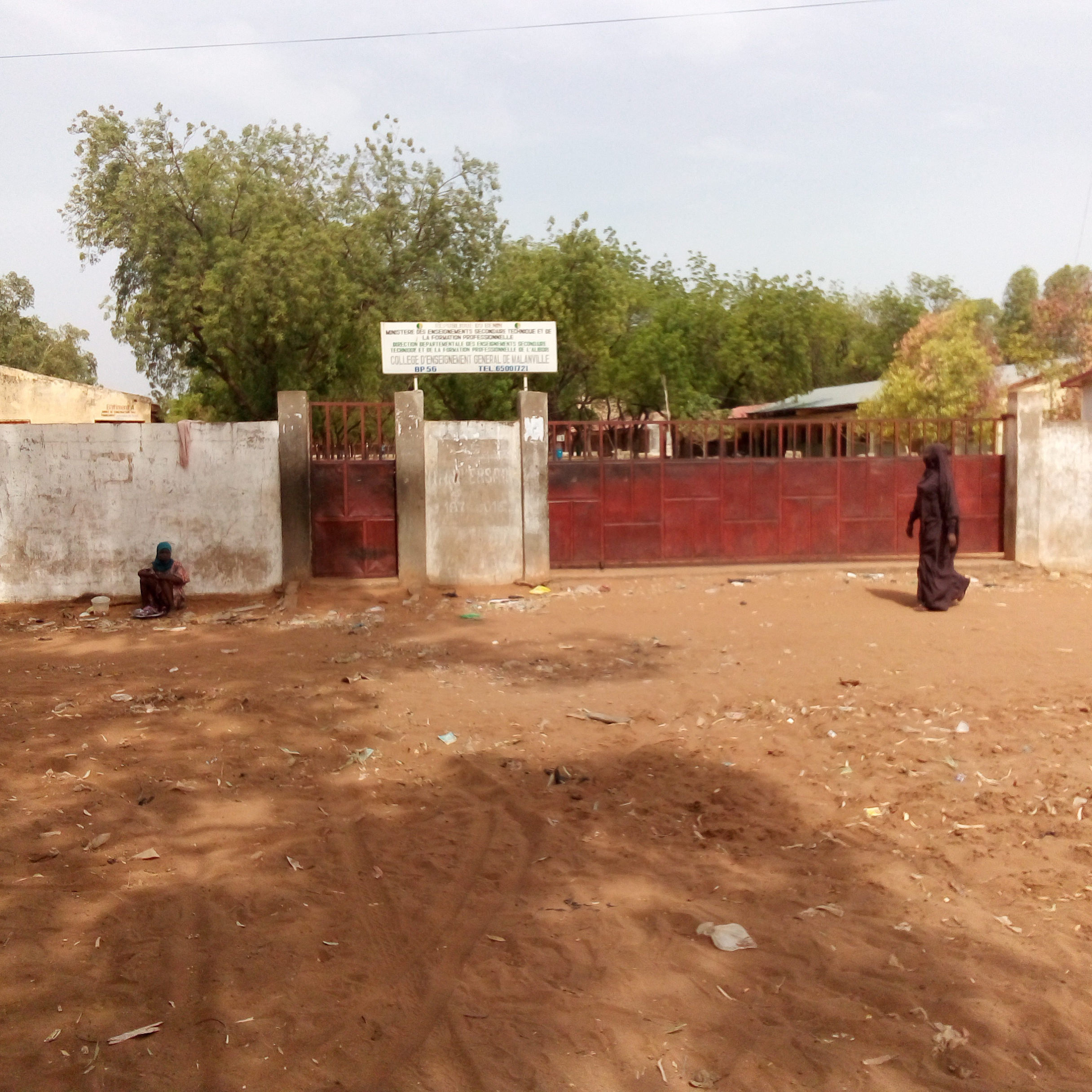
CEG de Malanville
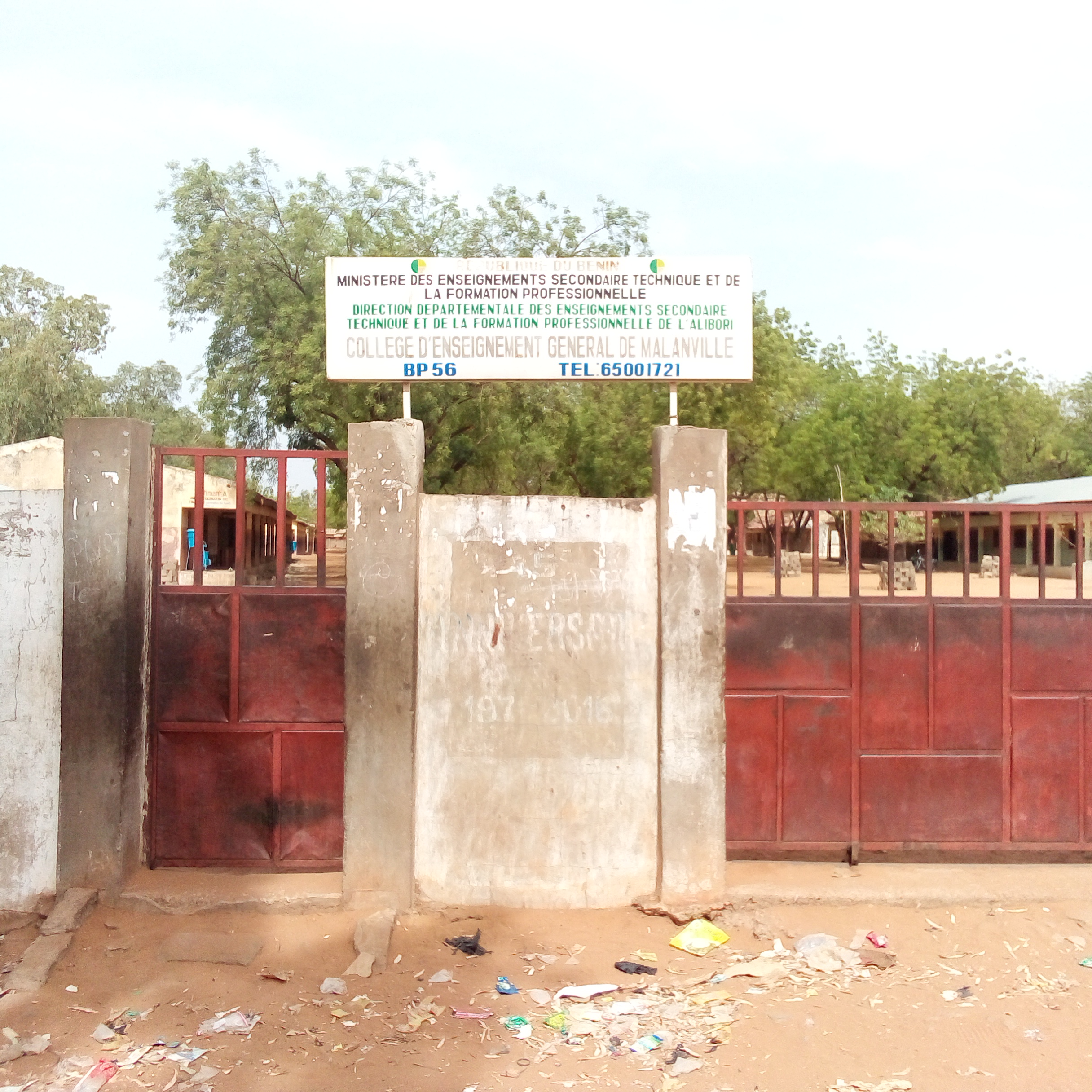
Collège d'enseignement général de Malanville
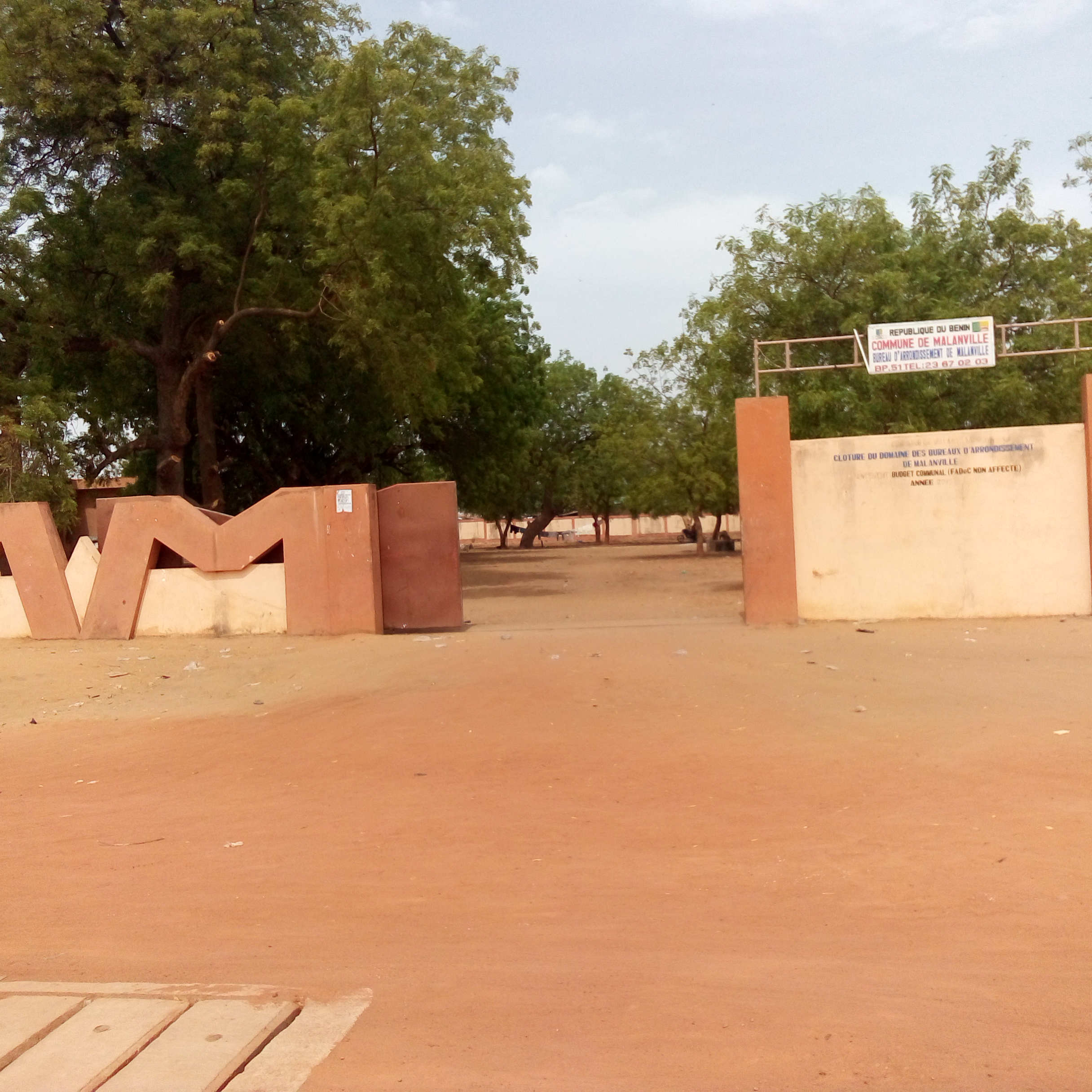
Mur du bureau d'arrondissement de Malanville
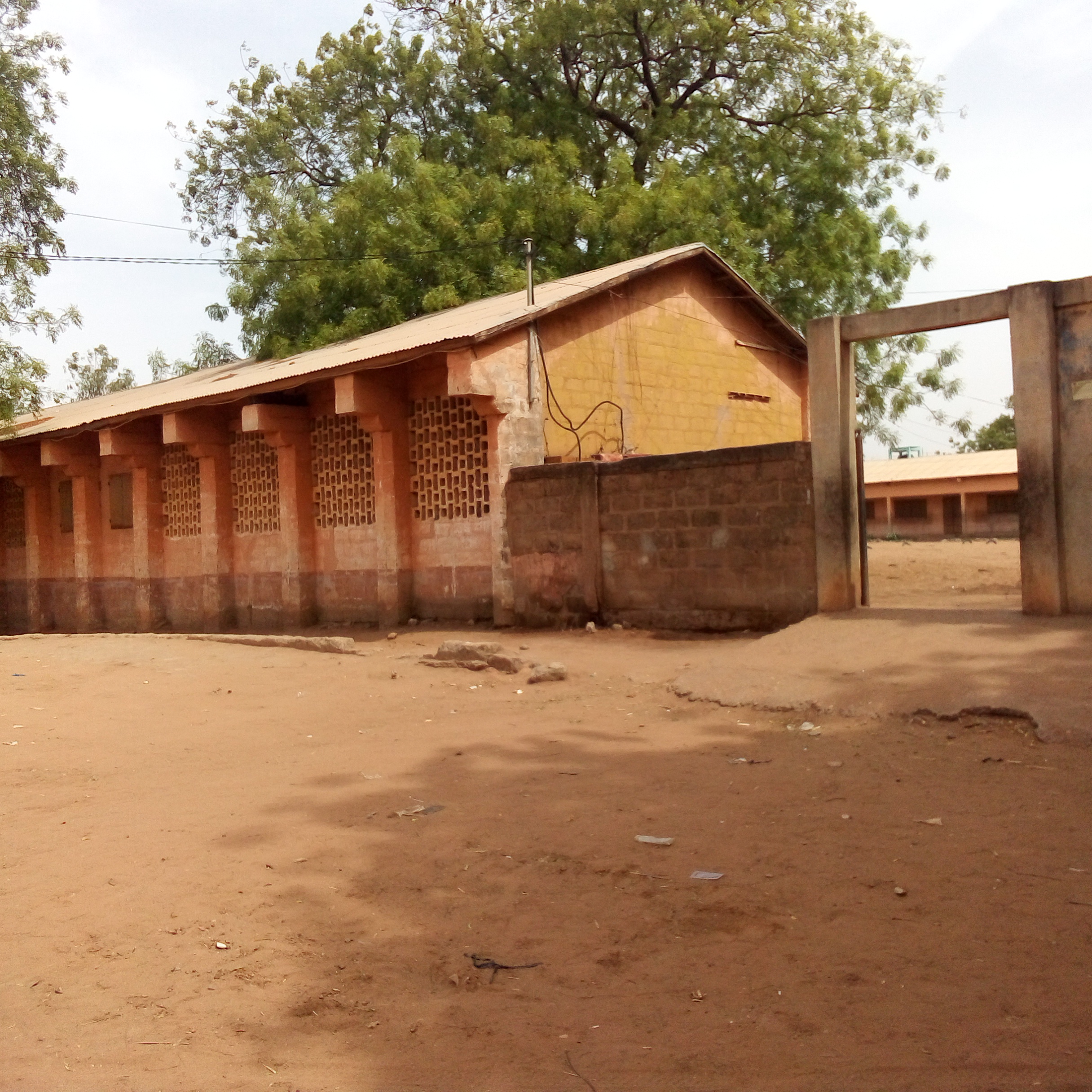
bâtiment de l'école primaire publique (EPP) de Tassi Zénon